# Клімашевниця
Клімашевниця (пол. Klimaszewnica) — село в Польщі, у гміні Радзілув Ґраєвського повіту Підляського воєводства.
Населення — 529 осіб (2011).
У 1975-1998 роках село належало до Ломжинського воєводства.

## Демографія
Демографічна структура станом на 31 березня 2011 року:
|          | Загалом | Допрацездатний вік | Працездатний вік | Постпрацездатний вік |
| -------- | ------- | ------------------ | ---------------- | -------------------- |
| Чоловіки | 261     | 57                 | 164              | 40                   |
| Жінки    | 268     | 64                 | 131              | 73                   |
| Разом    | 529     | 121                | 295              | 113                  |